# Comissão de Educação Física e Desporto Militar
Comissão de Educação Física e Desporto Militar é o organismo que tem por missão estudar e propor medidas de política de Educação Física das Forças Armadas Portuguesas e coordenar as actividades desportivas em que participem os Ramos das Forças Armadas entre si ou entre estes e as forças de segurança ou outros organismos nacionais, internacionais e estrangeiros.
Depende da Direcção Geral de Pessoal e Recrutamento Militar do Ministério da Defesa Nacional.

## Composição
Um delegado permanente de cada Ramo das Forças Armadas;
Um delegado não permanente de cada uma das Forças de Segurança.

## Competências da Comissão de Educação Física e Desporto Militar (CEFDM)

### A nível nacional
Colaborar no estudo e implementação de programas que visem a manutenção da condição física e do bem-estar dos militares;
Assegurar a articulação da actividade desportiva militar com organismos civis;
Promover a organização de competições desportivas entre selecções representativas dos três ramos das Forças Armadas, da Guarda Nacional Republicana (GNR) e da Polícia de Segurança Pública (PSP) e coordenar a sua realização;

### A nível internacional
Supervisionar a selecção das equipas nacionais militares participantes em competições do Conselho Internacional do Desporto Militar (CISM);
Coordenar a participação portuguesa nas diversas actividades do CISM;
Assegurar as relações com o CISM, sendo o Presidente da CEFDM, o Chefe da Delegação Portuguesa;
Os membros que compõem a Comissão de Educação Física e Desporto Militar são por inerência os delegados do CISM em Portugal.